# Martin Prehn

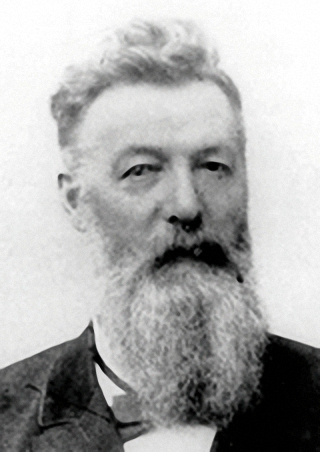
Martin Prehn

Martin Prehn (* 13. September 1831 in Neustrelitz; † 18. August 1899 in Hameln) war ein deutscher Ingenieur.

## Leben
Martin Prehn wurde als Sohn von Johann Prehn geboren, einem Soldaten der Befreiungskriege 1813–1815 und Mitglied der Strelitzer Husaren. Er besuchte die Realschule in Neustrelitz und studierte ab 1847 Mathematik und Naturwissenschaften in Rostock und Berlin. Nach einer Zeit als Hauslehrer trat er 1853 ins Garde-Feldartillerie-Regiment in Berlin ein und besuchte von 1855 bis 1857 die Oberfeuerwerkerschule Berlin, wo er von 1858 bis 1873 als Oberfeuerwerker in der Artillerie-Prüfungskommission tätig war. Von 1873 bis 1894 war Martin Prehn Vorsteher der Kruppschen Schieß- und Versuchsplätze in Dülmen und Meppen. 1892 wurde er zum Feuerwerkshauptmann ernannt.

## Werke
- Die Ballistik der gezogenen Geschütze (1864)
- Ueber das Schießen aus gezogenen Feldgeschützen (1866)
- Versuch über die Elemente der innern Ballistik der gezogenen Geschütze preußischen Systems (1866)
- Die Artillerie-Schiesskunst aus Preussischen gezogenen Geschützen (1867)
- Ueber die bequemste Form des Luftwiderstands-Gesetzes als Fortsetzung der Ballistik der gezogenen Geschütze (1874)